# Floh-Seligenthal
Floh-Seligenthal település Németországban, azon belül Türingiában. Lakosainak száma 5793 fő (2023. december 31.). Floh-Seligenthal Friedrichroda és Steinbach-Hallenberg községekkel határos.

## Népesség
A település népességének változása:
| Lakosok száma | 5943 | 5900 | 5866 | 5898 | 5793 |
|               | 2017 | 2019 | 2021 | 2022 | 2023 |